# Creditreform
Creditreform is een Duitse ondernemingsgroep, voornamelijk actief in diensten met betrekking tot bedrijfsinformatie en incasso.

## Geschiedenis
Creditreform werd op 9 maart 1879 in Mainz opgericht door een groep van 25 handelaren en dealers als de Mainz Cash Payment Association. Het heeft al sedert eind 20ste eeuw haar hoofdkantoor op de Hammfelddamm 13 te 41460 Neuss.
Door haar geschiedenis groeide de onderneming uit van een loutere verstrekker van bedrijfsinformatie naar een polyvalente multinationale verstrekker van aan de finaniële sector gerelateerde diensten. Samen met andere Europese concullega's zou ze in de jaren 1990 ook aan de wieg staan van het Bignet-netwerk.

## Activiteiten
De groep is zowel actief in bedrijfsinformatie als in consumenteninformatie.

### Bedrijfsinformatie
Op het gebied van bedrijfsinformatie geeft Creditreform informatie over zowel de kredietwaardigheid en financiële structuur als de omgeving van ondernemingen. De producten variëren van eenvoudige inschrijvingen in het handelsregister tot bedrijfsbeoordelingen. 
De bedrijfsrapporten zijn gebaseerd op de combinatie van openbaar beschikbare gegevens en onderzochte en geëvalueerde informatie. De kern van alle informatieproducten is hun bedrijfsdatabase met ongeveer 4,8 miljoen Duitse ondernemingen.

### Incasso
Creditreform biedt diensten aan op het gebied van debiteurenbeheer en incasso. De aangeboden diensten variëren van aanmaningen namens de schuldeiser tot gerechtelijke tenuitvoerlegging tot het bewaken van de verkregen titel en de aankoop van niet-renderende vorderingen.

### Kredietcontrole van consumenten
In 1997 opgericht als 100% dochter van de Creditreform groep in het Duitse Neuss, biedt Creditreform Boniversum GmbH bedrijven informatie over de kredietwaardigheid van consumenten. Consumenten kunnen ook hun self-assessment online bestellen. 

### Marketing
De Creditreform Group biedt tevens micro- en geomarketing informatie aan. Microm - Micromarketing-Systems and Consult GmbH is een doelgroepspecialist voor consumentenmarketing. De focus van de bedrijfsactiviteiten ligt op klant- en marktstructuuranalyses, evenals de optimalisatie van marketing- en verkoopmaatregelen, locatiebeoordelingen en klantlevenscyclusprocessen.